# Ecuadoroniscus orientalis
Ecuadoroniscus orientalis är en kräftdjursart som beskrevs av Albert Vandel 1968. Ecuadoroniscus orientalis ingår i släktet Ecuadoroniscus och familjen Philosciidae. Inga underarter finns listade i Catalogue of Life.